# Campeonato de fútbol de San Martín (Francia)
El Campeonato de fútbol de San Martín es la competición máxima de fútbol en el departamento de San Martín (Francia), el cual se disputa desde 1970.
Los equipos de San Martín no participan (excepto la temporada 2004) en el Campeonato de Clubes de la CFU ni en la Concacaf Liga Campeones.

## Equipos 2016
| Equipo                | Ciudad             | Estadio          |
| --------------------- | ------------------ | ---------------- |
| Orleans Attackers FC  | Quartier-d'Orléans | Thelbert Carti   |
| FC Concordia          | Marigot            | Stade Vanterpool |
| FC Marigot            | Marigot            |                  |
| Junior Stars FC       | Marigot            | Sandy Ground     |
| ASC Saint-Louis Stars | Marigot            |                  |
| United Stars FC       |                    |                  |

## Palmarés
| Temporada | Campeón                     |
| --------- | --------------------------- |
| 1970/71   | Junior Stars FC             |
| 1971/72   | Junior Stars FC             |
| 1972/73   | Junior Stars FC             |
| 1973/74   | ASC Saint-Louis Stars       |
| 1974/75   | ASC Saint-Louis Stars       |
| 1975/76   | ASC Saint-Louis Stars       |
| 1976/77   | ASC Saint-Louis Stars       |
| 1977/78   | ASC Saint-Louis Stars       |
| 1978/79   | ASC Saint-Louis Stars       |
| 1979/80   | Junior Stars FC             |
| 1980/81   | Junior Stars FC             |
| 1981/82   | ASC Saint-Louis Stars       |
| 1982/83   | ASC Saint-Louis Stars       |
| 1983/84   | ASC Saint-Louis Stars       |
| 1984/85   | ASC Saint-Louis Stars       |
| 1985/86   | Junior Stars FC             |
| 1986/87   | ASC Saint-Louis Stars       |
| 1987/88   | ASC Saint-Louis Stars       |
| 1988/89   | ASC Saint-Louis Stars       |
| 1989/90   | Junior Stars FC             |
| 1990/91   | Junior Stars FC             |
| 1991/92   | ASC Saint-Louis Stars       |
| 1992/93   | ASC Saint-Louis Stars       |
| 1993/94   | ASC Saint-Louis Stars       |
| 1994/95   | ASC Saint-Louis Stars       |
| 1995/96   | ASC Saint-Louis Stars       |
| 1996/97   | ASC Saint-Louis Stars       |
| 1997/98   | Jah Rebels                  |
| 1998/99   | Jah Rebels                  |
| 1999/00   | Junior Stars FC             |
| 2000/01   | Sporting Club               |
| 2001/02   | Orleans Attackers FC        |
| 2002/03   | Junior Stars FC             |
| 2003/04   | AS Juventus de Saint-Martin |
| 2004/05   | Orleans Attackers FC        |
| 2005/06   | Orleans Attackers FC        |
| 2006/07   | Orleans Attackers FC        |
| 2007/08   | Orleans Attackers FC        |
| 2008/09   | ASC Saint-Louis Stars       |
| 2009/10   | Orleans Attackers FC        |
| 2010/11   | Junior Stars FC             |
| 2011/12   | FC Concordia                |
| 2012/13   | Orleans Attackers FC        |
| 2013/14   | Junior Stars FC             |
| 2014/15   | Orleans Attackers FC        |
| 2016      | FC Concordia                |
| 2017      | ASC Saint-Louis Stars       |
| 2017/18   | No disputado                |
| 2018/19   | Junior Stars FC             |
| 2019/20   | No disputado                |
| 2020/21   | Junior Stars FC             |
| 2021/22   | Junior Stars FC             |
| 2022/23   | Junior Stars FC             |
| 2023/24   | Junior Stars FC             |

## Títulos por club
| Club                        | Títulos | Años campeón |
| --------------------------- | ------- | --- |
| ASC Saint-Louis Stars       | 21      | 1973-74, 1974-75, 1975-76, 1976-77, 1977-78, 1978-79, 1981-82, 1982-83, 1983-84, 1984-95, 1986-87, 1987-88, 1988-89, 1991-92, 1992-93, 1993-94, 1994-95, 1995-96, 2000-01, 2008-09, 2017 |
| Junior Stars FC             | 17      | 1970-71, 1971-72, 1972-73, 1979-80, 1980-81, 1985-86, 1989-90, 1990-91, 1999-00, 2002-03, 2010-11, 2013-14, 2018-19, 2020-21, 2021-22, 2022-23, 2023-24                                  |
| Orléans Attackers FC        | 8       | 2001-02, 2004-05, 2005-06, 2006-07, 2007-08, 2009-10, 2012-13, 2015 |
| FC Concordia                | 2       | 2011-12, 2016 |
| Jah Rebels                  | 2       | 1997-98, 1998-99 |
| Sporting Club               | 1       | 2000-01 |
| AS Juventus de Saint-Martin | 1       | 2003-04 |